# Henri Matisse (film)
Henri Matisse è un documentario cortometraggio del 1998 diretto da François Campaux e basato sulla vita del pittore francese Henri Matisse.